# Anyphaena modesta
Anyphaena modesta är en spindelart som beskrevs av Bryant 1948. Anyphaena modesta ingår i släktet Anyphaena och familjen spökspindlar. Inga underarter finns listade i Catalogue of Life.